# Paul d'Albert de Luynes
Paul d'Albert de Luynes (Versalhes, 5 de janeiro de 1703 - Paris, 21 de janeiro de 1788) foi um cardeal francês do século XVIII.

## Biografia
Nasceu em Versalhes em 5 de janeiro de 1703. O mais novo dos quatro filhos de Honoré Charles d'Albert de Luynes, duque de Monfort, e Marie Anne Jeanne de Courcillon. Seu pai, que também era militar da cavalaria da Guarda Real, foi morto por um tiro de mosquete perto de Landau, em 9 de setembro de 1704. Os outros irmãos eram Charles Philippe, Marguerite-Eustochie e Charlotte-Mélanie; ambas as irmãs se tornaram freiras beneditinas; a segunda era prioresa perpétua do mosteiro de Montargis. Ele também está listado como Luynes, Paul d'Albert de; e como Paolo Alberto di Luines. Ele se chamava Cardeal de Luynes.
Ele foi inicialmente educado por sua mãe e avós paternos, o duque e a duquesa de Chevreuse; o duque permaneceu amigo íntimo do arcebispo François de Salignac de la Mothe-Fénelon de Cambrai, mesmo quando o prelado caiu em desgraça; o futuro cardeal aprendeu a ler com Les Aventures de Télémaque, um ataque velado à monarquia francesa, escrito por Fénelon. A piedade e a caridade que o marcaram para o resto da vida, obteve de sua mãe. Após deixar o serviço militar, ingressou no Seminário de Saint-Sulpice, onde se destacou de forma brilhante. Mais tarde, frequentou a Universidade de Bourges, onde obteve o doutorado.
Terminados os estudos, de Luynes seguiu de bom grado a carreira militar e adotou o título de conde de Monfort, que pertencia à sua família. Em 6 de março de 1719, tornou-se coronel de um regimento de infantaria que levava seu nome. Após uma altercação, o jovem oficial foi desafiado para um duelo e hesitou; sua mãe o exortou a escolher entre aquele duelo e as ordens religiosas; ele decidiu pelo último.
Nenhuma informação encontrada sobre sua ordenação. Sem demora, sua família obteve para ele, do cardeal Henri-Pons de Thiard de Bissy, bispo de Meaux, o cargo de vigário geral daquela diocese. Apesar de sua inclinação natural para uma vida tranquila e retirada, sua posição, família e amizade com a rainha, Maria Leszczyńska, esposa do rei Luís XV, o obrigaram a participar da vida da corte real. Sua posição na corte de Versalhes ajudou sua elevação às mais altas dignidades eclesiásticas. Em 1727, foi nomeado abade commendatario de Saint-Vigor de Cérisy, diocese de Bayeux; ele o manteve após sua promoção ao episcopado. Dois anos depois, o cardeal André-Hercule de Fleury, primeiro-ministro da França, o propôs ao rei para o episcopado; inicialmente, o abade recusou acreditando que ele era incapaz de assumir dignamente tal posto; o cardeal respondeu perguntando se ele queria contradizer o rei dessa maneira; finalmente, o abade aceitou e o brevet real foi emitido em 17 de fevereiro de 1729.
Eleito bispo de Bayeux, 17 de agosto de 1729, sob o Papa Bento XIII; em preparação para a sua consagração episcopal, dedicou-se ao estudo das Sagradas Escrituras e dos concílios. Consagrado no domingo, 25 de setembro de 1729, igreja dominicana de Saint-Germain, Paris, por Louis La Vergne-Montenard de Tressan, arcebispo de Rouen, auxiliado por Léon de Beaumont, bispo de Saintes, e por César Le Blanc, bispo de Avranches. Após ter feito juramento de fidelidade ao rei, tomou posse da sé em 11 de dezembro de 1729. Visitava regularmente sua diocese. Em 9 de outubro de 1730, em Vire, aprovou e confirmou os estatutos da Congregação de la Vierge, chamada des Bourgeois. Alguns anos depois, ele deu as regras e constituições para o Filles du Bon-Sauveur de Caen. Celebrou vários sínodos diocesanos, foi pregador incansável e organizou missões populares. Uma das missões que pregou em Bayeux para a Quaresma de 1732 provocou uma violenta reação jansenista. Os jansenistas imprimiram um panfleto insolente intitulado Remotrances des fidèles de la ville de Bayeux à M. de Luynes, leur évêque; reclamaram das missões em Bayexu, Caen e outras cidades; o excessivo zelo dos Padres Eudistas apoiando a bula papal Unigenitus Dei Filius, sua intransigência e sua falta de habilidade em pressionar para encorajar os fiéis a escolhê-los como diretores de consciência, bem como negar os sacramentos por mera suspeita de jansenismo, causaram grande alvoroço. Os incidentes de Bayeux fizeram do bispo Luynes alvo dos redatores da publicação clandestina jansenista Les Nouvelles ecclésiastiques.
Membro da Académie Française, 28 de março de 1743, na cadeira 29; ele substituiu o Cardeal Fleury. Proposto por Jean François Boyer, bispo de Mirepoix e ministro da feuille des bénéfices, foi nomeado pelo rei primeiro aumônier de Madame la Dauphine, Maria Josefa da Saxônia, mais tarde a mãe dos três últimos reis Bourbon, 14 de janeiro de 1747. Em 9 de agosto de 1753, o rei Luís XV o nomeou arcebispo metropolitano de Sens. Renunciou a sé de Bayeux em 21 de setembro de 1753. Preconizado à sé metropolitana de Sens, 26 de novembro de 1753, pelo Papa Bento XIV; nesse mesmo dia, foi-lhe concedido o pálio. Arcebispo de Luynes fez sua entrada solene na arquidiocese em junho de 1754. Membro honorário da Académie des Sciences, 7 de dezembro de 1755; seu vice-presidente, 1757; seu presidente, 1758; honorário após a reorganização de 23 de abril de 1785. Abade commendatario de Corbie, 1756. Abade commendatario de Saint-Ouen; e de Sainte-Wandrille.
Criado cardeal-presbítero no consistório de 5 de abril de 1756; com um breve papal de 7 de abril de 1756, o papa enviou-lhe o barrete vermelho; recebeu o barrete vermelho do rei Luís XV em 9 de junho de 1756; recebeu o gorro vermelho e o título de S. Tommaso em Parione, em 2 de agosto de 1758. Em 3 de junho de 1757, foi nomeado pelo rei presidente de uma comissão extraordinária do Conselho de Estado para o socorro das comunidades religiosas do reino. Entre 1756 e 1761, dedicou-se principalmente ao cargo de aumônier e aos assuntos gerais da Igreja e do Estado, especialmente graves durante a Guerra dos Sete Anos; confiou a seus vigários gerais o cuidado e a visitação da arquidiocese. Participou do conclave de 1758, que elegeu o Papa Clemente XIII. Comendador da Ordem do Espírito Santo, a 1 de janeiro de 1759. A partir de 1761, dedicou-se quase totalmente à sua arquidiocese, renovando as suas visitas pastorais. Em 1761, foi celebrada na casa do cardeal de Luynes uma assembleia dos bispos franceses, que apelaram ao papa em defesa dos jesuítas; uma carta escrita ao papa em 1764, em favor dos jesuítas e do arcebispo de Paris, é atribuída a ele. A Assembleia do Clero de 1765, da qual participou, protestou fortemente contra a supressão da Companhia de Jesus e publicou os atos em que justificava a sua adesão à bula Unigenitus Dei Filius e à encíclica papal de 1756. A 20 de dezembro de 1765, ele ajudou seu amigo Luís, Delfim de França, em seu leito de morte; ele presidiu o funeral na catedral metropolitana de Sens. Em 13 de março de 1767, ele também ajudou a esposa do delfim, Maria Josefa da Saxônia, em sua morte. Após a morte de seus amigos e protetores, ele se retirou completamente para sua arquidiocese e dedicou todo o seu tempo a ela.
Na Assembleia do Clero de 1º de abril de 1767, celebrada novamente na casa do cardeal de Luynes, os bispos protestaram ao rei contra as detenções do Parlamento, que eram contrárias ao direito canônico. Participou do conclave de 1769, que elegeu o Papa Clemente XIV. Seu trabalho mestre em apologética como Instruction pastorale contre la doutrina des incrédules et portant condamnation du Système de la Nature du baron d'Holbach, uma instrução pastoral emitida em 20 de dezembro de 1770, na Assembleia do Clero. Em 1774, assistiu à consagração do rei Luís XVI na catedral de Reims; dirigiu-se ao monarca em nome de todo o clero convidado para a cerimônia. Participou do conclave de 1774-1775, que elegeu o Papa Pio VI. Cardeal protopresbítero. Ele era astrônomo e físico e fez muitas observações astronômicas importantes em Sens, Fontainebleau e em sua própria residência em Versalhes. Suas observações foram transcritas em diversos registros da Académie des Sciences. É conhecido por um anel astronômico que ele “aperfeiçoou e mandou construir sob seus olhos para seu uso particular, pelo Sr. [Jacques Nicolas] Baradelle, engenheiro de instrumentos matemáticos, em Paris”. Este instrumento foi descrito em mais de dez páginas num livro gnomônico de Bedos de Celles publicado em 1774. O anel do cardeal é considerado hoje como o mais completo deste tipo de instrumento. Também publicou em 1768 um livro de memórias sobre as propriedades do mercúrio nos barômetros. Em setembro de 1779, seu aniversário de ouro episcopal foi magnificamente celebrado em Sens. Ele protegeu o Partido dos Feuillants, que eram antijansenistas moderados.
O cardeal-arcebispo morreu em Paris em 21 de janeiro de 1788. Exposto e enterrado na catedral metropolitana de Sens. Sua oração fúnebre foi pronunciada em 14 de março de 1788, pelo abade Le Gris. Em 25 de março de 1794, seu túmulo foi profanado e seus restos mortais foram transferidos para o grande cemitério de Sens, onde agora descansam.